# Acisclo Moya de Contreras
Acisclo Moya de Contreras, (Pedroche, Andalusia, 1505 – Abadia de Montserrat 2 de maig de.1564). Fou un eclesiàstic que va ser bisbe de Vic i arquebisbe de València.

## Biografia
Fou membre del prestigiós Colegio de San Bartolomé o Colegio de Anaya de la Universitat de Salamanca. On estudià dret civil i canònic i teologia.
Del 1542 al 1554 va exercir com inquisidor general d'Aragó. El 6 de juliol de 1554 el papa Juli III el va nomenar bisbe de Vic malgrat el que indicaven les constitucions catalanes. Va prendre possessió d'aquesta diòcesi el 23 de setembre del mateix any. Realitzà, el 1556, una minuciosa i àmplia visita pastoral del seu bisbat. El rei Felip II el 2 de novembre de 1556 li encomanà la reforma dels tres monestirs de monges benedictines existents a Catalunya.
El 1560 el papa Pius IV reobrí el Concili de Trento després d'una llarga interrupció. Felip II estimulà l'assistència de bisbes dels seus regnes per assegurar l'esperit continuista del concili enfront de la renovació que defensaven el rei de França i l'emperador alemany.
Un dels primers d'emprendre el viatge vers Trento fou el bisbe de Vic Acicle de Moya y Contreras. En terres catalanes s'uní a l'expedició el bisbe de Lleida Antoni Agustín i Albanell. El 26 de setembre arribà a Trento on tot presentat les credencials emeses pel rei, anuncià l'arribada d'una nombrosa representació episcopal espanyola. Participà activament a les reunions conciliars. A la sessió de clausura del 14 desembre de 1563 consta que es trobava malalt.
Vacant l'arxidiòcesi de València, l'ambaixador del rei d'Espanya davant la Santa Seu, el comte de Luna, va proposar per a aquesta seu episcopal a Acisclo de Moya. A principis de desembre de 1563, sent secretari d'Estat Carles Borromeu, va ser acceptada la candidatura.
Delicat de salut, des de Trento s'adreçà a Gènova on embarcà cap a Barcelona. Arribà en uns moments en què la ciutat patia una greu epidèmia i es contagià. Demanà ser portat per recuperar-se a l'abadia de Montserrat on arribà el 26 d'abril de 1564. Fou acollit per l'abat Benet de Tocco, futur bisbe de Vic i futur president de la Generalitat. Dos dies abans el seu nebot Pedro de Moya de Contreras, prenia possessió de la seu metropolitana de València en nom seu.
Empitjorant la seva malaltia, morí a Montserrat el 2 de maig d'aquell any i fou enterrat a la capella de Sant Benet de l'església d'aquell santuari.